# فرودگاه دکتر آرتورو اومبرتو ایییا
فرودگاه دکتر آرتورو اومبرتو ایییا (به انگلیسی: Aeropuerto de Gral. Roca Dr. Arturo Umberto Illia) یک فرودگاه غیرنظامی با کد یاتا GNR است که یک باند فرود آسفالت دارد و طول باند آن ۲۱۵۶ متر است. این فرودگاه در کشور آرژانتین قرار دارد و در ارتفاع ۲۶۰ متری از سطح دریا واقع شده‌است.